# Sophie Dubourg
Pour les articles homonymes, voir Dubourg.
Sophie Dubourg, née en 1972, est la directrice technique nationale de la Fédération française d'équitation depuis 2013. Elle est la première femme à avoir accédé à ce poste.

## Biographie
Elle entre à la Fédération française d'équitation en 1996 en tant que conseillère technique pour les régions de Picardie, d'Auvergne et du Centre.
Elle prend les fonctions de directrice technique nationale (DTN) en 2002, pour s'occuper de formations, de compétitions et d'accueil des officiels. Elle devient DTN adjointe pour le saut d'obstacles international en 2011.
Elle devient finalement DTN nationale en octobre 2013, succédant à Pascal Dubois,. Son rôle est d'accompagner les cavaliers de haut niveau dans toutes les disciplines équestres. C'est dans ces fonctions qu'elle dirige les équipes de France olympiques médaillées en saut d'obstacles et en concours complet aux Jeux olympiques de Rio en 2016.
En 2018, elle reprend les fonctions de sélection nationale, en succédant à Philippe Guerdat. Elle dresse un bilan mitigé de l'année 2021, notamment en raison de l'absence de médaille aux jeux olympiques de Tokyo. Elle est chargée de la sélection de l'équipe française pour les Jeux olympiques de Paris en 2024, et se fixe pour objectif d'obtenir au moins un podium.

## Prises de position
En 2020, après la révélation de plusieurs viols commis par trois encadrants d'équitation dans les Pyrénées-Atlantiques, elle annonce que l'affaire est une « priorité », et qu'elle sera suivie d'« une série d'actions »,.